# Ruud van Nistelrooy
Rutgerus Johannes Martinus van Nistelrooij (* 1. července 1976 Oss), známý jako Ruud van Nistelrooy, je nizozemský fotbalový trenér, který od prosince 2024 působí na lavičce anglického klubu Leicester City FC, a bývalý profesionální fotbalista, který hrával na pozici útočníka. Svoji hráčskou kariéru ukončil v roce 2012 v dresu španělské Málagy CF. Mezi lety 1998 a 2011 odehrál také 70 zápasů v dresu nizozemské reprezentace, ve kterých vstřelil 35 branek.
V letech 1999 a 2000 získal ocenění nizozemský fotbalista roku. Pelé ho roku 2004 zařadil mezi 125 nejlepších žijících fotbalistů. Ligové tituly získal v Nizozemsku s PSV Eindhoven (2×), v Anglii s Manchesterem United (1×) a ve Španělsku s Realem Madrid (2×). 
Po skončení aktivní hráčské kariéry se stal trenérem. Mezi lety 2014 a 2016 byl asistentem trenéra Guuse Hiddinka u nizozemské reprezentace. Byl i, mezi lety 2020 a 2021, asistentem trenéra Franka de Boera, který vedl nizozemskou reprezentaci. Od léta 2022 do roku 2023 zastával funkci hlavního trenéra nizozemského klubu Jong PSV. Od léta roku 2024 je asistentem trenéra Manchesteru United po vyhazovu Ten Haga se na podzim 2024 stal dočasným hlavním trenérem a vedl tým ve čtyřech soutěžních zápasech. V prosinci 2024 van Nistelrooy převzal anglický klub Leicester City FC.

## Klubová kariéra

### V Nizozemsku
Van Nistelrooy začal kariéru jako záložník v nizozemském druholigovém klubu FC Den Bosch, ale v roce 1997 se v klubu SC Heerenveen přeměnil na středního útočníka. Jeho trenér mu radil, aby se učil jak střílet góly od Dennise Bergkampa, který hrál za Ajax Amsterdam. Van Nistelrooy dojížděl několik kilometrů, jen aby viděl svého krajana naživo v akci. V roce 1998, v den jeho 22. narozenin ho získal za částku 4,2 milionů liber, která byla v té době rekordní přestupní částkou mezi dvěma nizozemskými kluby, PSV Eindhoven.
Van Nistelrooy v první sezóně vstřelil v dresu PSV ve 34 zápasech 31 gólů, stal se nejlepším střelcem Eredivisie a byl zvolen nizozemským fotbalistou roku. V další sezóně nastřílel dalších 29 gólů a opět obsadil první místo v tabulce střelců Eredivisie, což neuniklo pozorovatelům z velkých klubů.

### Manchester United
Manchester United se pokoušel van Nistelrooye koupit již v roce 2000, ale ten si před mistrovstvím Evropy ošklivě poranil koleno. Nakonec ho Manchester United získal v dubnu 2001 za 19 milionů liber, rok po zlém poškození křížových vazů v koleně.

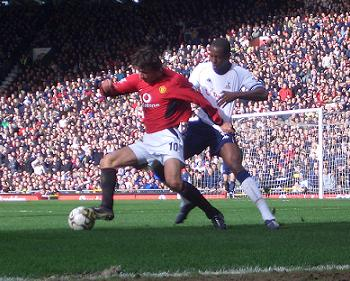
Ruud van Nistelrooy (vlevo) v dresu Manchesteru United.

Během své první sezóny v Manchester United vsítil v 32 zápasech 23 gólů a dokázal skórovat v osmi zápasech Premier League po sobě, což byl nový rekord. Dal také 10 gólů v Lize mistrů a byl zvolen nejlepším hráčem roku podle hráčské asociace.
V sezóně 2002/03 dal 25 gólů v lize a dalších 14 gólů přidal v Lize mistrů. V této sezóně se stal hlavní silou Manchesteru, který po roce získal od Arsenalu zpět mistrovský titul.
Další sezónu začal Ruud skvěle, když v prvních dvou zápasech dal 2 góly. Pak neproměnil penaltu v poslední minutě důležitého zápasu proti Arsenalu. Také dal za svůj klub jubilejní stý a stoprvní gól v únorovém zápase, ve kterém United porazili Everton v Goodison Parku 4:3.
Po sezóně byl van Nistelrooy vybrán do nizozemské reprezentace na Euro 2004 v Portugalsku. Dokázal dát gól v každém zápase ve skupině, což se povedlo už jen Milanu Barošovi.
Nistelrooy kvůli zranění zmeškal velkou část sezóny 2004/05, ale i tak dokázal v Lize mistrů skórovat 10krát a stal se tak druhým nejlepším střelcem historie této soutěže hned po Španělovi Raúlu Gonzálezovi.
Během léta 2005 se objevovaly spekulace o Nistelrooyově přestupu. Zajímal se o něj hlavně Real Madrid jako výměnu za Michaela Owena. Tyto spekulace popřel jak Manchester United, tak i hráč sám, když řekl, že by chtěl hrát za současný klub tak dlouho, jak jen bude moci.

### Real Madrid
Sezóna 2005/2006 nebyla pro Ruuda právě vydařená. Téměř celou jarní část ligy proseděl na lavičce a na mistrovství světa ve fotbale Nizozemsku také moc nepomohl. Proto se v létě rozhodl po letech z Manchesteru odejít a jako své další působiště si vybral Real Madrid.

### Hamburger SV
Dne 23. ledna 2010 podepsal Ruud van Nistelrooy smlouvu s německým celkem Hamburger SV do léta 2011. První gól vstřelil 13. února 2010 do sítě Stuttgartu.

### Málaga CF
V květnu 2011 podepsal smlouvu s Málagou, kde ho přijali jako hráče, který měl klub udržet v Primera División. Po sezóně v létě 2012 ukončil kariéru.

## Reprezentační kariéra

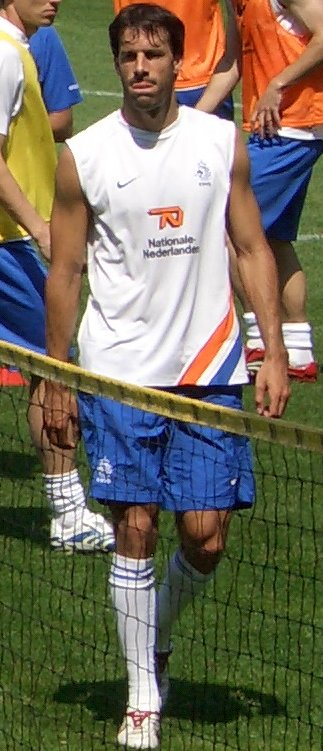

V A-týmu Nizozemska odehrál v letech 1998–2011 celkem 70 zápasů a nastřílel 35 gólů, což dělá průměr 0,5 gólu na zápas.
Zápasy Ruuda van Nistelrooye v A-mužstvu nizozemské reprezentace
| Rok    | Zápasy | Góly |
| ------ | ------ | ---- |
| 1998   | 1      | 0    |
| 1999   | 8      | 1    |
| 2000   | 1      | 0    |
| 2001   | 7      | 7    |
| 2002   | 4      | 1    |
| 2003   | 8      | 5    |
| 2004   | 11     | 6    |
| 2005   | 9      | 5    |
| 2006   | 5      | 3    |
| 2007   | 5      | 2    |
| 2008   | 5      | 3    |
| 2009   | 0      | 0    |
| 2010   | 3      | 1    |
| 2011   | 3      | 1    |
| Celkem | 70     | 35   |

## Trenérská kariéra
V červnu 2013 byl společně s Joonasem Kolkkou, André Ooijerem a Boudewijnem Zendenem ustanoven ke stáži v mládežnické akademii klubu PSV Eindhoven.
Po skončení Mistrovství světa ve fotbale 2014 v Brazílii, kde Nizozemsko obsadilo bronzovou příčku, od „kormidla“ odešel Louis van Gaal do Manchesteru United a novým koučem Oranje se stal Guus Hiddink. Van Nistelrooy se stal jeho asistentem.